# Metronidazol
Metronidazol ist der Hauptvertreter der Nitroimidazole. Diese Gruppe von Antibiotika eignet sich zur Therapie von bakteriellen Infektionen durch Anaerobier (Lebewesen, die durch Sauerstoff gehemmt oder abgetötet werden) oder von Protozoeninfektionen. Der Wirkstoff wurde 1960 von Rhône-Poulenc patentiert.

## Wirkungsweise und -spektrum
Metronidazol kann nach Elektronenübertragung auf seine Nitrogruppe die Nukleinsäuresynthese durch Strangbrüche hemmen und wirkt mutagen. Die hierfür nötige reduzierende Reaktion läuft nur unter sauerstoffarmen Verhältnissen ab und entfaltet so einen antimikrobiellen Effekt auf anaerobe Mikroben.
Metronidazol wirkt bakterizid gegen (obligate) Anaerobier wie Helicobacter, Gardnerella und Campylobacter sowie schädigend auf einige Protozoen wie Trichomonas, Entamoeba histolytica und Giardia. Es wird in deren Zellmilieu unter bestimmten Bedingungen (anaerobes Wachstum) durch Reduktion in hochreaktive Zwischenprodukte wie Acetamid und N-(2-Hydroxyethyl)-oxamidsäure umgewandelt, die durch Komplexbildung bzw. Verursachen von Strangbrüchen die DNA der Erreger schädigen.
Bei der Behandlung der Hauterkrankungen Rosazea und periorale Dermatitis sind nicht nur die direkte antibiotische Wirkung bedeutsam, sondern auch unspezifische, entzündungshemmende Effekte.

## Pharmakokinetik
Die Plasmahalbwertszeit beträgt etwa sieben bis acht Stunden. Metronidazol verteilt sich gut im gesamten Körpergewebe und ist gut liquorgängig. Als Antiprotozoikum (z. B. gegen Trichomonas) wird in der Regel mit einer hohen Einmaldosis von 2000 Milligramm behandelt. Unkomplizierte bakterielle Infektionen werden mit einer niedrigeren Dosierung von 400 Milligramm oder weniger für einen längeren Zeitraum von fünf bis sechs Tagen behandelt. Bei höherer Dosierung (1000 bis 2000 mg täglich) verkürzt sich die Therapiedauer auf ein bis drei Tage. Nitroimidazole dürfen allgemein nicht länger als zehn Tage angewendet werden, da etwaige Risiken einer längerfristigen Therapie nicht erforscht sind.

## Anwendung
Metronidazol kann oral, intravenös, rektal, intravaginal oder lokal bei Trichomonaden-Infektionen, welche vor allem die Vagina und die männliche Harnröhre betreffen, angewendet werden. Der Wirkstoff schmeckt bitter, weshalb Tabletten vor der oralen Eingabe nicht zerdrückt werden sollten. Darüber hinaus ist Metronidazol seit vielen Jahren in der Dermatologie (Hautheilkunde) zur Behandlung der Rosazea und gegen Periorale Dermatitis etabliert und zugelassen.
Es findet Anwendung in der unterstützenden Antibiosetherapie bei Parodontitis mit Anaerobierbefall (z. B. Porphyromonas gingivalis).
Der Wirkstoff wird im Darm nahezu vollständig resorbiert, über die Leber abgebaut und über die Niere ausgeschieden. Die Plasmahalbwertszeit beträgt ungefähr sieben Stunden. Er erreicht bei nicht-lokaler Anwendung auch die Hirnflüssigkeit und Abszesse in antibiotisch wirksamen Konzentrationen. Aufgrund seines immunsuppressiven Effekts wird es bei chronisch-entzündlichen Darmerkrankungen eingesetzt. Bei der Behandlung von Fisteln beim Morbus Crohn spielt dieser Effekt mit der antibiotischen Wirkung zusammen.
Metronidazol wird bei antibiotikaassoziierter pseudomembranöser Enterocolitis durch Clostridioides difficile eingesetzt und war bis vor kurzem Mittel der ersten Wahl. Das Antibiotikum wird zu diesem Zweck normalerweise oral und nur in Ausnahmefällen intravenös verabreicht.
In der Tiermedizin wird es gegen verschiedene Trichomonaden- und Flagellateninfektionen eingesetzt. Giardien tötet das Medikament nicht ab, mindert aber die Vermehrung dieses Erregers. Darüber hinaus wird Metronidazol bei Hunden auch bei einer bakteriellen Überwucherung des Dünndarms (Small Intestinal Bacterial Overgrowth, SIBO) eingesetzt.
Neben seinen antibiotischen Eigenschaften wurde auch versucht, eine mögliche Strahlen-sensibilisierende Wirkung von Metronidazol im Rahmen einer Strahlentherapie bei hypoxischen Tumoren auszunutzen. Jedoch haben die bei den erforderlichen Dosierungen auftretenden neurotoxischen Nebenwirkungen eine breite Anwendung von Metronidazol als adjuvanten Wirkstoff bei der Strahlentherapie verhindert. Andere, von Metronidazol abgeleitete Nitroimidazole wie Nimorazol mit verringerter Elektronenaffinität zeigten aber weniger gravierende neuronale Nebenwirkungen und haben in einigen Ländern Einzug in die radio-onkologische Praxis bei Kopf- und Halstumoren gefunden.

## Kontraindikationen und Nebenwirkungen
Metronidazol darf nicht bei organischen ZNS-Erkrankungen, Bluterkrankungen, Überempfindlichkeit, in der Stillperiode und bei schweren Leberschäden angewendet werden. Auf Alkohol muss während einer Metronidazolbehandlung verzichtet werden, da sonst besonders heftige Nebenwirkungen (Übelkeit, Erbrechen, Kopfschmerzen, Schwindel oder Hautrötungen am Kopf und im Nackenbereich) zu erwarten sind (Acetaldehydsyndrom). In der Schwangerschaft bzw. Trächtigkeit darf Metronidazol wegen der potenziell teratogenen Wirkung nur bei strenger Indikationsstellung (lebensgefährliche Infektionen) eingesetzt werden, da der Wirkstoff die Plazentaschranke überwindet. Insbesondere zur Sicherheit in der Frühschwangerschaft gibt es widersprüchliche Berichte. Bei Vögeln sollte das Mittel nicht in der Paarungs- und Brutzeit angewendet werden.
Die Anwendung bei Tieren, die zur Lebensmittelgewinnung dienen, ist gemäß der EU-Rückstandshöchstmengen-Verordnung für Lebensmittel tierischen Ursprungs in der Europäischen Union generell verboten.
Nebenwirkungen können sich in Form von Kopfschmerz, Schwindel, Parästhesien, allergischer Reaktionen, Störungen der Funktion des Magen-Darm-Kanals (Erbrechen, Durchfall, Übelkeit) und Neuropathien bemerkbar machen. Zudem können ein metallischer Geschmack und eine Verfärbung des Urins auftreten. Gelegentlich ist eine Verminderung der peripheren Leukozyten (Leukopenie und Granulozytopenie) – in sehr seltenen Fällen wurde eine Verminderung der Blutplättchen (Thrombozytopenie) und das Fehlen bestimmter weißer Blutkörperchen (Agranulozytose) beobachtet, in diesen Fällen muss rasch eine Blutbildkontrolle durchgeführt werden. Bei lokaler Anwendung im Bereich der Genitalschleimhäute kann es zu schmerzhaften Reaktionen (Brennen) beim Wasserlassen (Dysurie), Blasenentzündung (Cystitis) und Harninkontinenz kommen.
Bekanntermaßen sind die Hauterkrankungen, die mit Metronidazol behandelt werden, von einer allgemeinen, unspezifischen Überempfindlichkeit begleitet. Bei lokaler Anwendung von Metronidazol an der Gesichtshaut sind deshalb unspezifische Reaktionen wie Brennen, Jucken oder Hautrötungen möglich, die aber nicht sicher dem Wirkstoff zugerechnet werden können. Bei länger dauernder Anwendung, die in besonderen Fällen von Hauterkrankungen erforderlich sein kann, sind keine Langzeitschäden am Hautorgan zu erwarten.

## Karzinogenität und Mutagenität
Die Mutagenität von Metronidazol auf Bakterien ist Grundlage des Wirkprinzips und konnte mit Hilfe des Ames-Tests auch nachgewiesen werden. Bei Mäusen weist Metronidazol ebenfalls eine karzinogene Wirkung auf, doch konnten ähnliche Studien bei Hamstern und große epidemiologische Studien an Menschen keinen Beweis für ein erhöhtes karzinogenes Risiko beim Menschen feststellen. Auch konnten weder In-vitro-Studien mit Säugetierzellen noch In-vivo-Studien mit Nagetieren und Menschen einen Nachweis für eine mutagene Wirkung von Metronidazol bei diesen erbringen.

## Handelsnamen
Monopräparate

Anaerobex (A), Arilin (D, CH), Ariline (A), Clont (D), Dumozol (CH), Elyzol (D, CH), Flagyl (D, CH), Metrosa (D), Nidazea (A, CH), Perilox (CH), Rosalox (CH), Rosiced (A, D), Rozex (CH), Trichex (A), Vagi-Metro (D), Vagimid (D), zahlreiche Generika (D, A, CH)
Kombinationspräparate
- Humanmedizin (Kombination mit Tetracyclin) u. a.: Pylera (D, A)
- Tiermedizin (Kombination mit Spiramycin): Stomorgyl (A), Suanatem (D, A)